# Cochranella adenocheira
Cochranella adenocheira és una espècie de granota que viu a Bolívia i, possiblement també, al Brasil.